# Chalybura
Chalybura – rodzaj ptaków z podrodziny paziaków (Lesbiinae) w rodzinie kolibrowatych (Trochilidae).

## Zasięg występowania
Rodzaj obejmuje gatunki występujące w Ameryce Środkowej i północno-zachodniej części Ameryki Południowej.

## Morfologia
Długość ciała 10,5–12 cm; masa ciała samca 6,9–7,3 g, samicy 5,9–6,3 g.

## Systematyka

### Etymologia
- Chalybura: gr. χαλυψ khalups, χαλυβος khalubos „stal”; ουρα oura „ogon”[9].
- Cyanochloris: gr. κυανος kuanos „ciemnoniebieski”; χλωρος khlōros „zielony”[10]. Gatunek typowy: Trochilus caeruleogaster Gould, 1847[b].
- Hypuroptila (Hypuroptilia): gr. ὑπο hupo „pod”; ουρα oura „ogon” (por. πυρ pur, πυρος puros „płomień, ogień”); πτιλον ptilon „pióro”[11]. Gatunek typowy: Trochilus buffonii Lesson, 1832.
- Methon: w mitologii greckiej Methon (gr. Μεθων Methōn) był przodkiem Orfeusza (por. gr. μεθη  methē „mocny drink, pijaństwo”, od μεθυω methuō „być pijanym”, od μεθυ methu „wino”)[12]. Gatunek typowy: Trochilus buffonii Lesson, 1832.
- Chlorurisca: gr. χλωρος khlōros „zielony”; ουρα oura „ogon”; łac. przyrostek zdrabniający -isca[13]. Gatunek typowy: Hypuroptila isaurae Gould, 1861[c].

### Podział systematyczny
Do rodzaju należą następujące gatunki:
- Chalybura buffonii (Lesson, 1832) – kwiaciarek niebieskosterny
- Chalybura urochrysia (Gould, 1861) – kwiaciarek rudosterny